# 金京鎮
金京鎮（韓語：김경진，1983年06月24日—），韓國主持人。

## 演出作品

### 電視劇
- 2009年：MBC《穿透屋頂的High Kick》飾演街道邊的乞丐
- 2010年：MBC《全部我的愛》
- 2011年：MBC《夥伴》飾演 文天植手底下的乞丐
- 2011年：SBS《Welcome to the Show》飾演 喜歡IU的人
- 2011年：SBS《樹大根深》飾演 乞丐隊長(客串)
- 2012年：MBC《Stand By》飾演 算命人(客串)
- 2016年：tvN《又，吳海英》
- 2017年：MBC《王在相愛》飾演 廉福

### MV
- 2010年：SISTAR《Shady Girl》
- 2010年：BEAST《Beautiful》
- 2011年：M&D《Close Ur Mouth》
- 2011年：B1A4《Beautiful Target》
- 2013年：Juniel《Pretty Boy》

## 外部連結
- NAVER （页面存档备份，存于）
- 經紀公司官方網站 （页面存档备份，存于）
- 金京鎮Naver部落格 （页面存档备份，存于）
- 金京鎮的X（前Twitter）
- 韩笑星金京镇公开恋情 同后辈甜蜜交往中 （页面存档备份，存于）